# Debby Ryan
Debby Ryan (født 13. maj 1993) er en amerikansk skuespiller, bedst kendt for sin rolle i den amerikanske Disney Channel sitcom Det Søde Liv til Søs som Bailey Pickett og 16 Wishes som Abby Jensen
Hun var sammen med Josh Dun fra maj 2013.

## Udvalgt filmografi
- 2012 – Jessie som "Jessie" Prescott
- 2008–2014 – Det Søde Liv til Søs som Bailey Pickett
- 2008 – The Longshots som Edith
- 2010 – 16 wishes som Abby Jensen
- 2012 – Radio Rebel som Tara Adams
- 2018 - Insatiable som Patty Baldell

### Video
- 2007 – Barney: Let's Go to the Firehouse as Teenager Girl and with an old friend.
- Greatest Story Ever Told (In German) – Tochter
- Nerd Law Series – Star Trek Nerd
- Not Alone – Invisible Girl

## TV-reklamer
- iDog Dance (2008)
- Game of Life: Twists and Turns (2007)
- iDog Amp'd (2007)